# اریک دیویس
اریک دیویس (انگلیسی: Erick Davis؛ زادهٔ ۳۱ مارس ۱۹۹۱) بازیکن فوتبال اهل پاناما است.
از باشگاه‌هایی که در آن بازی کرده‌است می‌توان به باشگاه فوتبال داک ۱۹۰۴ دونایسکا استردا اشاره کرد.